# Notoscyphus
Notoscyphus, fosilni rod jetrenjarki smješten u vlastitu porodicu Notoscyphaceae, dio podreda Jungermanniineae. Opisan je 2015. godine.

## Vrste
1. †!Notoscyphus balticus Heinrichs, A.R. Schmidt, Schäf.-Verw., Gröhn & M.A.M. Renner
2. †Notoscyphus grollei Váňa, Schäf.-Verw. & Heinrichs
3. !Notoscyphus lutescens (Lehm. & Lindenb.) Mitt.